# Trioxys galiobii
Trioxys galiobii är en stekelart som beskrevs av Jaroslav Stary 1974. Trioxys galiobii ingår i släktet Trioxys och familjen bracksteklar. Inga underarter finns listade i Catalogue of Life.